# Liste russischer Architekten
Dies ist eine Liste russischer Architekten. Sie umfasst Architekten, Baumeister und -ingenieure aus der Zeit des Russischen Kaiserreiches, der Sowjetunion (UdSSR) und der Russischen Föderation. Darüber hinaus fanden auch einige in Russland wirkende Architekten anderer Länder Aufnahme. Die Liste erhebt keinen Anspruch auf Aktualität oder Vollständigkeit.

## Alphabetische Übersicht

### A
- Aloisio der Neue (15./16. Jhd.)
- Andrei Aplaksin (1879–1931)
- Juri Arontschik/Yuri Aronchik/Arončik[1]

### B
- Gawriil Baranowski (1860–1920)
- Pjotr Dmitrijewitsch Baranowski (1892–1984)
- Iwan Barma (16. Jahrhundert)
- Wassili Baschenow (1737–1799)
- Vasily Baumgarten (1879–1962) (russ.-jugoslaw.)
- Nikolai Belelubsky (1845–1922)
- Léon Benois (1856–1928)
- Nikolai Benois (1813–1898)
- Innokenti Bespalow (1877–1959)
- Karl Blank (1728–1793)
- Ilja Bondarenko[2] (1867/70–1947)
- Harald Bosse (1812–1894)
- Joseph Bové (Ossip Iwanowitsch Bowe) (1784–1834)
- Vincenzo Brenna (1747–1820)
- Alexander Brjullow (1798–1877)
- Michail Bykowski (1801–1885)

### C
- Charles Cameron (1745–1812)
- Francesco Camporesi[3] (1747–1831)
- Alberto Cavos[4] (Albert Kavos) (1800–1863)
- Surab Cereteli (* 1934)
- Iossif Iwanowitsch Charlemagne (1782–1861)
- Iossif Iossifowitsch Charlemagne (1824–1870)
- Ludwig Iwanowitsch Charlemagne (1784–1845)
- Serge Chermayeff (geb. Sergej Ivanovič Issakovič) (1900–1996) (russ.-brit.)
- Gaetano Chiaveri (1689–1770)

### D
- Georgi Danelija (1930–2019)
- Alexei Duschkin (1904–1977)

### E
- Simon Eibuschitz (1851–1898)
- Michail Eisenstein (1867–1920)

### F
- Nikolai Falejew (1859–1933)
- Jurij Felten (Georg Friedrich Veldten) (1730–1801)
- Ridolfo „Aristotele“ Fioravanti (1415/20–1486?)
- Iwan Fomin (1872–1936)
- Aloisio da Milano (Frjasin)[5] (Aloisio da Carcano) (15./16. Jhd.)
- Marco Ruffo (Frjasin) (15. Jhd.)
- Pjotr Mali Frjasin (?–≈1539)
- Pietro Antonio Solari (Pjotr Frjasin) (≈1445–1493)

### G
- Moissei Ginsburg (1892–1946)
- Domenico Gilardi (1785–1845)
- Juri Petrowitsch Gnedowski / Yury Gnedovsky[6] (* 1930)
- Ilja Golossow (1883–1945)
- Panteleimon Alexandrowitsch Golossow[7] (1882–1945)
- Alexei Gornostajew[8] (1808–1862)
- Fjodor Gornostajew[9] (1867–1915)
- Iwan Gornostajew[10] (1821–1874)
- Afanassi Grigorjew[11] (1782–1868)
- Dawid Grimm (1823–1898)

### H
- Karo Halabjan[12] (1897–1959)
- Wiktor Hartmann (Gartman) (1834–1873)
- William Hastie/Heste[13] (1753–1832)
- Wladimir Georgijewitsch Helfreich (1885–1967)

### I
- Boris Iofan (1891–1976)
- Illarion Iwanow-Schitz (1865–1937)

### J
- Postnik Jakowlew
- Wassili Jermolin (etwa 1416–1483)

### K
- Alexander Kaminski (1829–1897)
- Iossif Karakis (1902–1988)
- Matwei Kasakow (1738–1812)
- Lew Kekuschew (1862–≈1916/19?)
- Wladislaw Kirpitschow/Kirpichev[14] (geb. 1948)
- Roman Iwanowitsch (Robert Julius) Klein (1858–1924)
- Constantin Kluge[15] (1912–2003) (russ.-frz.)
- Alexander Kokorinow (1726–1772)
- Nikolai D. Kolli (1894–1966)
- Fjodor Kon[16] (1585–1600)
- Vladilen Krasilnikov[17]
- Wladimir Krinski (1890–1971)
- Georgi Krutikow (1899–1958)
- Iwan S. Kusnezow[18] (1867–1942)
- Andrei Kwassow (1718–1772)

### L
- Nikolai Ladowski (1881–1941)
- Nikolaj Lanceray/Lansere[19] (1879–1942)
- Nikita Lasarew (1866–1932)
- Leo von Lenze (1784–1864)
- Iwan Leonidow (1902–1959)
- El Lissitzky/Lisicki (1890–1941)
- Artur Loleit/Lolejt (1868–1933)
- Berthold Lubetkin (1901–1990) (russ.-engl.)
- Giovanni Luchini (1784–1853)[20]

### M
- Nikolai Markownikow[21] (1869–1942)
- Iwan Maschkow[22] (1867–1945)
- Wiktor Masyrin (1859–1919)
- Georg Mattarnovi (?–1779)
- Alexander Meisner (1859–1935)
- Awraam Melnikow (1784–1854)
- Konstantin Melnikow (1890–1974)
- Adam Menelaws/Menelas[23] (1748/56?–1831)
- Miron Merschanow[24] (1895–1975)
- Maximilian Messmacher (1842–1906)
- Nicolas Michetti (≈1680–1758/59)
- Iwan Fjorowowitsch Mitschurin (1700–1763)
- Ippolit Monighetti (1819–1878)
- Auguste de Montferrand (1786–1858)
- Arkadi Mordwinow (1896–1964)
- Jean-Baptiste Vallin de La Mothe (1729–1800)
- Nasreddin Murat-Khan[25] (1904–1970)

### N
- Nikolai Nikitin (1907–1973)
- Iwan Nikolajew[26] (1901–1979)

### O
- Michail Ochitowitsch (1896–1937)
- Wjatscheslaw Oltarschewski[27] (1880–1966)
- Pjotr Oranski[28] (1899–1960)

### P
- Alfred Parland (1842–1919)
- Jewgeni Paton (1870–1953)
- Marian Peretjatkowitsch (1872–1916)
- Juri Platonow[29] (1929–2016)
- Wladimir Pokrowski (1871–1931)
- Anatoli Poljanski[30] (1928–1993)
- Alexander Pomeranzew (1849–1918)
- Postnik Jakowlew (Ivan Jakovjevič Barma; 16. Jahrhundert)
- Lawr Proskurjakow[31] (1858–1926)

### Q
- Giacomo Quarenghi (1744–1817)

### R
- Carlo Bartolomeo Rastrelli (1675–1744)
- Francesco Bartolomeo Rastrelli (1700–1771)
- Iwan Rerberg (1869–1932)
- Jewgeni Rybizki[32] (1915–1990)
- Antonio Rinaldi (1709–1794)
- Iwan P. Ropet[33] (richtiger Name Iwan N. Petrow) (1845–1908)
- Carlo Rossi (1775–1849)
- Lew Rudnew (1885–1956)

### S
- Andrejan Sacharow (1761–1811)
- Fjodor Schechtel (1859–1926)
- Xavier Schoellkopf[34] (1869–1911)
- Iwan Scholtowski (1867–1959)
- Georgi Schtschuko (1905–1960)
- Wladimir Schtschuko (1878–1939)
- Alexei Schtschussew (1873–1949)
- Wladimir Schuchow / Vladimir Šuhov (1853–1939)
- Nikolai Schumakow[35] (geb. 1954)
- Dmitri Schwidkowski[36] (* 1959)
- Michail Semzow (1688–1743)
- Wladimir Ossipowitsch Sherwood (1832–1897)
- Wladimir Wladimirowitsch Sherwood (1867–1930)
- Pawel Sjusor/Pavel Suzor[37] (1844–1919)
- Wassili Sretenski (1860–1900)
- Andrei Stackenschneider (1802–1865)
- Iwan Starow (1745–1808)
- Wassili Stassow (1769–1848)
- Joseph Sunlight[38] (1888–1978)

### T
- Wladimir Tatlin (1885–1953)
- Jean-François Thomas de Thomon (1760–1813)
- Konstantin Thon (1794–1881)
- Dmitri Tschitschagow (1835–1894)
- Michail Tschitschagow (1837–1889)

### U
- Dmitri Uchtomski (1719–1774)

### W
- Wladimir Wassilkowski[39] (1921–2002)
- Alexander Wesnin (1883–1959)
- Leonid Wesnin[40] (1880–1933)
- Wiktor Wesnin (1882–1950)
- Andrei Woronichin (1759–1814)

### Z
- Adolf Zeligson (1867–1919)